# ناحیه درکوش
ناحیه درکوش (به عربی: ناحیة درکوش) یک ناحیه در سوریه است که در منطقه جسرالشغور واقع شده‌است. ناحیه درکوش ۲۳٬۰۲۲ نفر جمعیت دارد.